# Infobric AB
Infobric AB är ett svenskt teknikföretag som utvecklar digitala lösningar för att förbättra säkerhet, effektivitet och hållbarhet inom bygg- och anläggningsbranschen. Företaget grundades år 2004 och har sitt huvudkontor i Jönköping, Sverige. Infobric erbjuder tjänster som elektronisk närvaroregistrering, maskinstyrning och digital åtkomstkontroll för arbetsplatser.